# Divize E 2024/2025
Divize E 2024/2025 bude 34. ročníkem moravskoslezské Divize E, která je jednou ze skupin 4. nejvyšší soutěže ve fotbale v Česku. Tento ročník začne v pátek 9. srpna 2024 úvodními zápasy 1. kola a skončí v červnu 2025.

## Formát soutěže
V sezóně se utká 16 týmů každý s každým dvoukolovým systémem podzim–jaro.

## Změny proti předchozímu ročníku
- Z MSFL 2023/24 sestoupilo mužstvo SK Hranice.
- Do MSFL 2024/25 postoupilo mužstvo FC Strání.
- Z Přeboru Zlínského kraje postoupilo mužstvo FC Kvasice.
- Týmy FK Šumperk a TJ Valašské Meziříčí se přesunuly z Divize F.
- Do Divize F se přesunuly týmy FK Nový Jičín a SK Jiskra Rýmařov.
- Do Přeboru Olomouckého kraje sestoupil tým 1. FC Viktorie Přerov.

## Tabulka
| Poř. | Tým                  | Z | V | R | P | VG | OG | B |
| ---- | -------------------- | - | - | - | - | -- | -- | - |
| 1.   | SK Hranice (S)       |   |   |   |   |    |    |   |
| 2.   | TJ Slovan Bzenec     |   |   |   |   |    |    |   |
| 3.   | FK Kozlovice         |   |   |   |   |    |    |   |
| 4.   | FC Vsetín            |   |   |   |   |    |    |   |
| 5.   | SFK ELKO Holešov     |   |   |   |   |    |    |   |
| 6.   | FC TVD Slavičín      |   |   |   |   |    |    |   |
| 7.   | FK Šternberk         |   |   |   |   |    |    |   |
| 8.   | FK Nové Sady         |   |   |   |   |    |    |   |
| 9.   | FC Kostelec na Hané  |   |   |   |   |    |    |   |
| 10.  | 1. HFK Olomouc       |   |   |   |   |    |    |   |
| 11.  | TJ Tatran Všechovice |   |   |   |   |    |    |   |
| 12.  | TJ Skaštice          |   |   |   |   |    |    |   |
| 13.  | SK Baťov             |   |   |   |   |    |    |   |
| 14.  | FC Kvasice (N)       |   |   |   |   |    |    |   |
| 15.  | FK Šumperk           |   |   |   |   |    |    |   |
| 16.  | TJ Valašské Meziříčí |   |   |   |   |    |    |   |

- Z = Odehrané zápasy; V = Vítězství; R = Remízy; P = Prohry; VG = Vstřelené góly; OG = Obdržené góly; B = Body; (S) = Mužstvo sestoupivší z vyšší soutěže; (N) = Mužstvo postoupivší z nižší soutěže (nováček)

|  | Postup do MSFL 2025/26      |
|  | Sestup do krajských přeborů |